# Parroquia San Bernardino (Caracas)
La Parroquia San Bernardino es una de las 22 parroquias del Municipio Libertador del Distrito Capital de Venezuela y una de las 32 parroquias del área metropolitana de Caracas.

## Historia
Desde la época colonial y hasta los años 1920 el área era ocupada por haciendas cafetaleras y casas de campo de las familias más pudientes de Caracas. Toda la zona formaba parte de las parroquias San José y La Candelaria. 
Ya en 1940 se emprende la construcción de las edificaciones de tamaño bajo con amplias calles arborizadas: la llamada "Urbanización San Bernardino"  actualmente sigue siendo uno de los sectores caraqueños con más número de árboles en las avenidas.

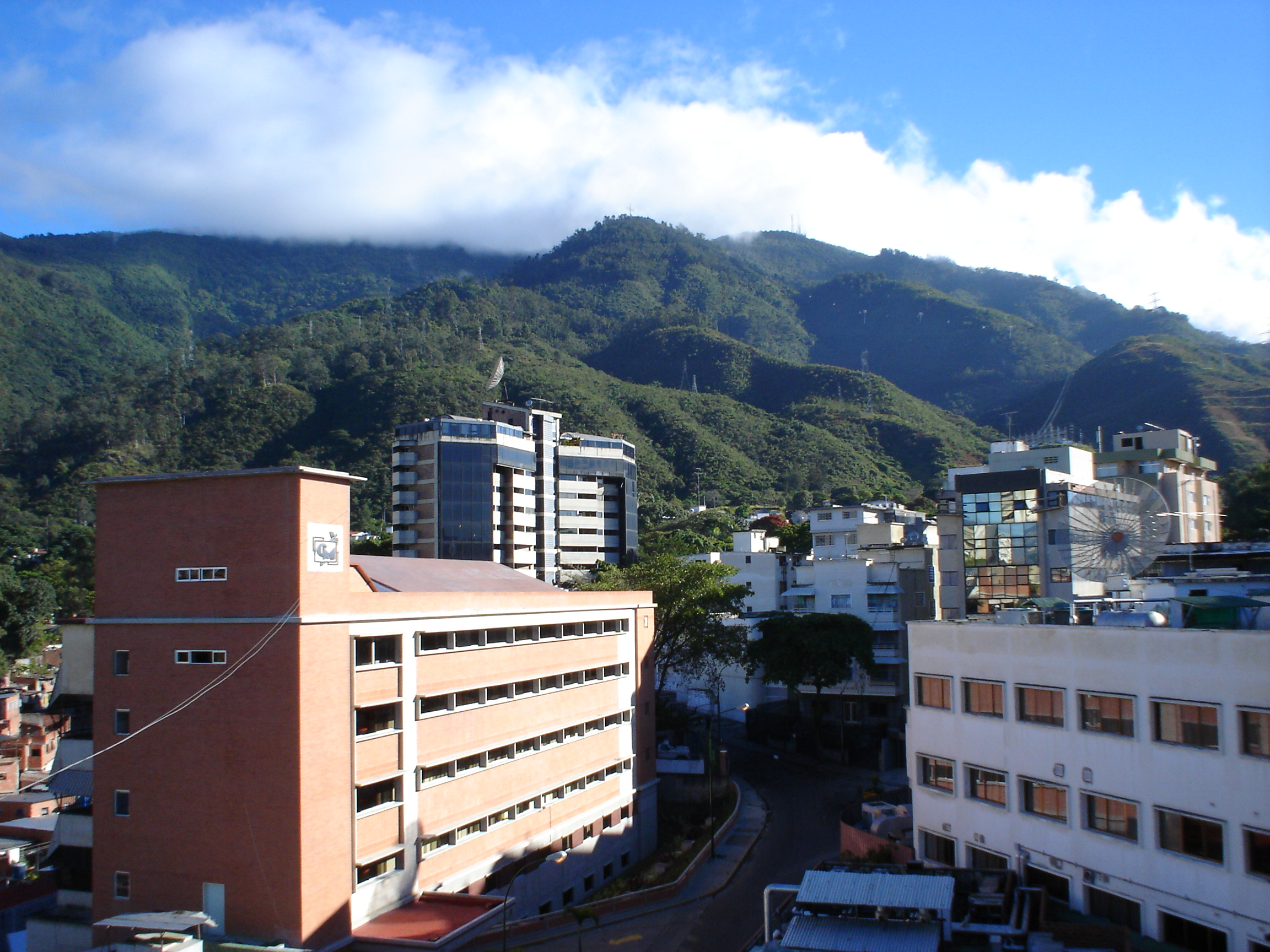
El Ávila visto desde San Bernardino

La Parroquia posee varios espacios públicos, entre ellos la plaza José Enrique Rodó, plaza El Samán, paseo Fermín Toro, paseo Marqués del Toro, paseo Eloy Alfaro y especialmente el famoso Museo Quinta Anauco.
Los primeros cambios que sufrió el proyecto se debieron a la llegada de un grupo de inmigrantes europeos, familias que vinieron después de la Segunda Guerra Mundial formadas por italianos y españoles mayoritariamente, pero
también un grupo de judíos ashkenazies provenientes de Alemania, Austria y Polonia entre otros países. Estos inmigrantes estimularon la demanda de la vivienda multifamiliar lo cual llevó a la construcción de algunos edificios (de poca altura: 3 a 6 pisos, con amplias zonas comunes y la planta baja ocupada por comercios), principalmente en las zonas más cercanas a la avenida Vollmer. 
El 13 de octubre de 1994 nace la Parroquia San Bernardino, segregada de las parroquias Parroquia Candelaria y Parroquia San José.

## Geografía
La Parroquia San Bernardino está ubicada al noreste del Municipio Libertador. Limita al norte con el Parque nacional El Ávila; al sur con la Parroquia Candelaria; al este limita con la Parroquia Candelaria; al oeste limita con la Parroquia San José.
Según el INE tenía una población de 26 296 habitantes para 2007 y se estima que para 2015 tendría una población de 25 991 habitantes, aunque en el censo de 2023 INE la población quedó en 59 621 con una densidad poblacional de 8.713
La parroquia está integrada por la urbanización San Bernardino y los barrios Los Erasos, Fermín Toro y Humboldt, y otros como El Bambú, Anauco.

## Edificios destacados
En su área tienen las oficinas centrales la Electricidad de Caracas, el Banco Mercantil, el "Hospital de Clínicas Caracas", la Comandancia General de la Armada; el Hotel Ávila entre otros y destaca la construcción de la segunda torre más alta de Venezuela, el Centro Financiero Confinanzas que alcanza los 190 metros de altura.